# Le Tronquay (Calvados)
Pour les articles homonymes, voir Le Tronquay.
Le Tronquay est une commune française, située dans le département du Calvados en région Normandie, peuplée de 762 habitants.

## Géographie
La commune est au cœur du Bessin. Son bourg est à 5 km à l'est du Molay-Littry, à 9 km au nord de Balleroy et à 12 km au sud-ouest de Bayeux.
| Le Molay-Littry                                         | Crouay                                      | Campigny              |
| Le Molay-Littry                                         | du Tronquay                                 | Agy, Noron-la-Poterie |
| Montfiquet, Balleroy-sur-Drôme (comm. dél. de Vaubadon) | Balleroy-sur-Drôme (comm. dél. de Vaubadon) | Castillon             |

### Hydrographie
La commune est située dans le bassin Seine-Normandie. Elle est drainée par la Drome, la Tortonne, le Moulin Ouf, le Gril, le Vicalet et un autre petit cours d'eau,.
La Drôme, d'une longueur de 58 km, prend sa source dans la commune de Souleuvre en Bocage et se jette  dans l'Aure à Maisons, après avoir traversé 26 communes. 
La Tortonne, d'une longueur de 18 km, prend sa source dans la commune de Balleroy-sur-Drôme et se jette  dans l'Aure à Trévières, après avoir traversé onze communes. 

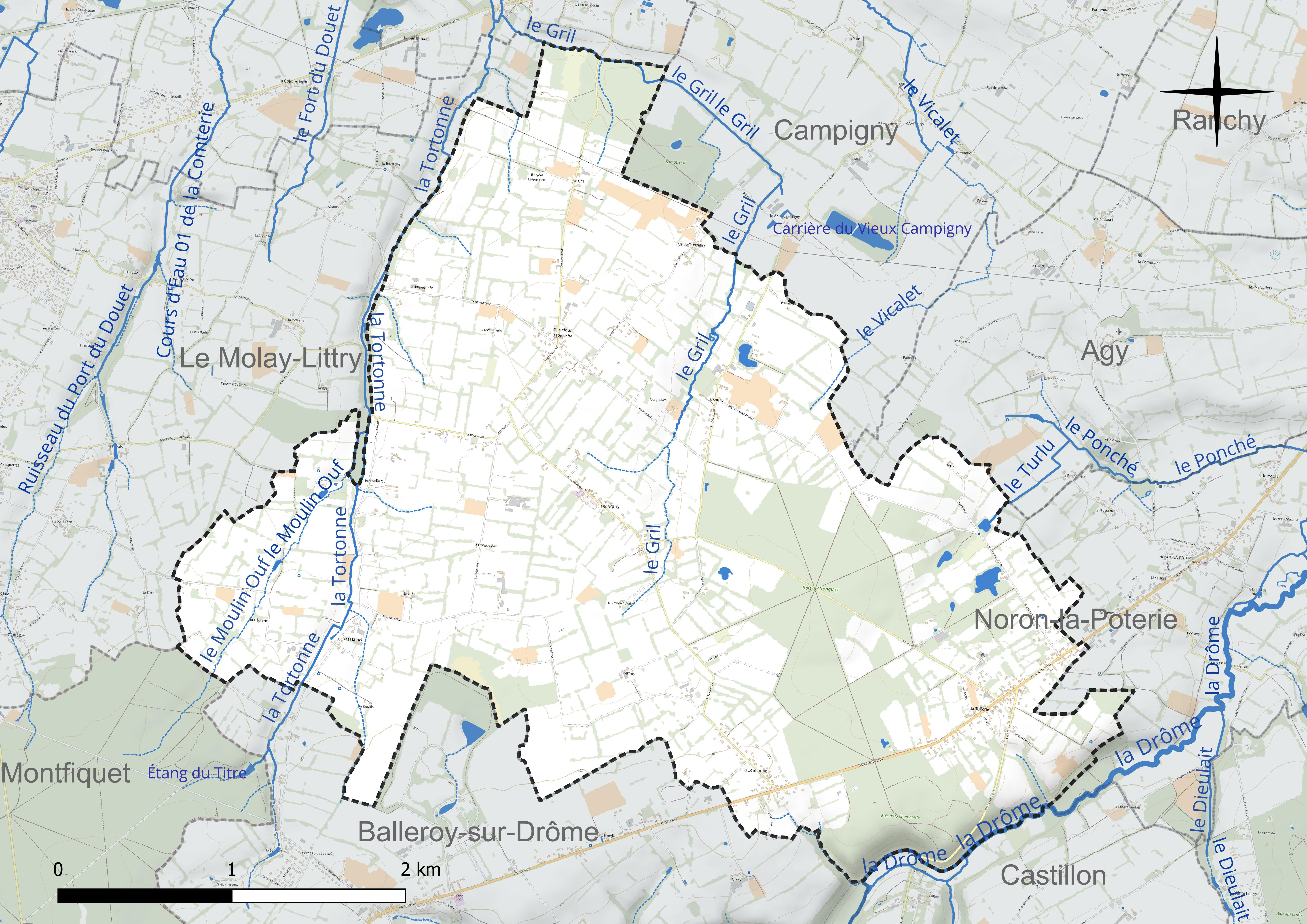
Réseau hydrographique du Tronquay.

### Climat
Pour des articles plus généraux, voir Climat de la Normandie et Climat du Calvados.
En 2010, le climat de la commune est de type climat océanique franc, selon une étude du CNRS s'appuyant sur une série de données couvrant la période 1971-2000. En 2020, Météo-France publie une typologie des climats de la France métropolitaine dans laquelle la commune est exposée à un climat océanique et est dans la région climatique  Normandie (Cotentin, Orne), caractérisée par une pluviométrie relativement élevée (850 mm/a) et un été frais (15,5 °C) et venté. Parallèlement le GIEC normand, un groupe régional d'experts sur le climat, différencie quant à lui, dans une étude de 2020, trois grands types de climats pour la région Normandie, nuancés à une échelle plus fine par les facteurs géographiques locaux. La commune est, selon ce zonage, exposée à un « climat contrasté des collines », correspondant au Bocage normand, bien arrosé, voire très arrosé sur les reliefs les plus exposés au flux d'ouest, et frais en raison de l'altitude.
Pour la période 1971-2000, la température annuelle moyenne est de 10,5 °C, avec  une amplitude thermique annuelle de 11,9 °C. Le cumul annuel moyen de précipitations est de 829 mm, avec 12,8 jours de précipitations en janvier et 7,7 jours en juillet. Pour la période 1991-2020, la température moyenne annuelle observée sur la station météorologique la plus proche, située sur la commune de Balleroy-sur-Drôme à 5 km à vol d'oiseau, est de 11,2 °C et le cumul annuel moyen de précipitations est de 924,3 mm,. Pour l'avenir, les paramètres climatiques de la commune estimés pour 2050 selon différents scénarios d'émission de gaz à effet de serre sont consultables sur un site dédié publié par Météo-France en novembre 2022.

## Urbanisme

### Typologie
Au 1er janvier 2024, Le Tronquay est catégorisée commune rurale à habitat dispersé, selon la nouvelle grille communale de densité à 7 niveaux définie par l'Insee en 2022.
Elle est située hors unité urbaine. Par ailleurs la commune fait partie de l'aire d'attraction de Caen, dont elle est une commune de la couronne,. Cette aire, qui regroupe 296 communes, est catégorisée dans les aires de 200 000 à moins de 700 000 habitants,.

### Occupation des sols
L'occupation des sols de la commune, telle qu'elle ressort de la base de données européenne d'occupation biophysique des sols Corine Land Cover (CLC), est marquée par l'importance des territoires agricoles (80,4 % en 2018), en augmentation par rapport à 1990 (78,8 %). La répartition détaillée en 2018 est la suivante : prairies (72,6 %), forêts (17,7 %), terres arables (5,1 %), zones agricoles hétérogènes (2,7 %), zones urbanisées (1,9 %). L'évolution de l'occupation des sols de la commune et de ses infrastructures peut être observée sur les différentes représentations cartographiques du territoire : la carte de Cassini (XVIIIe siècle), la carte d'état-major (1820-1866) et les cartes ou photos aériennes de l'IGN pour la période actuelle (1950 à aujourd'hui).

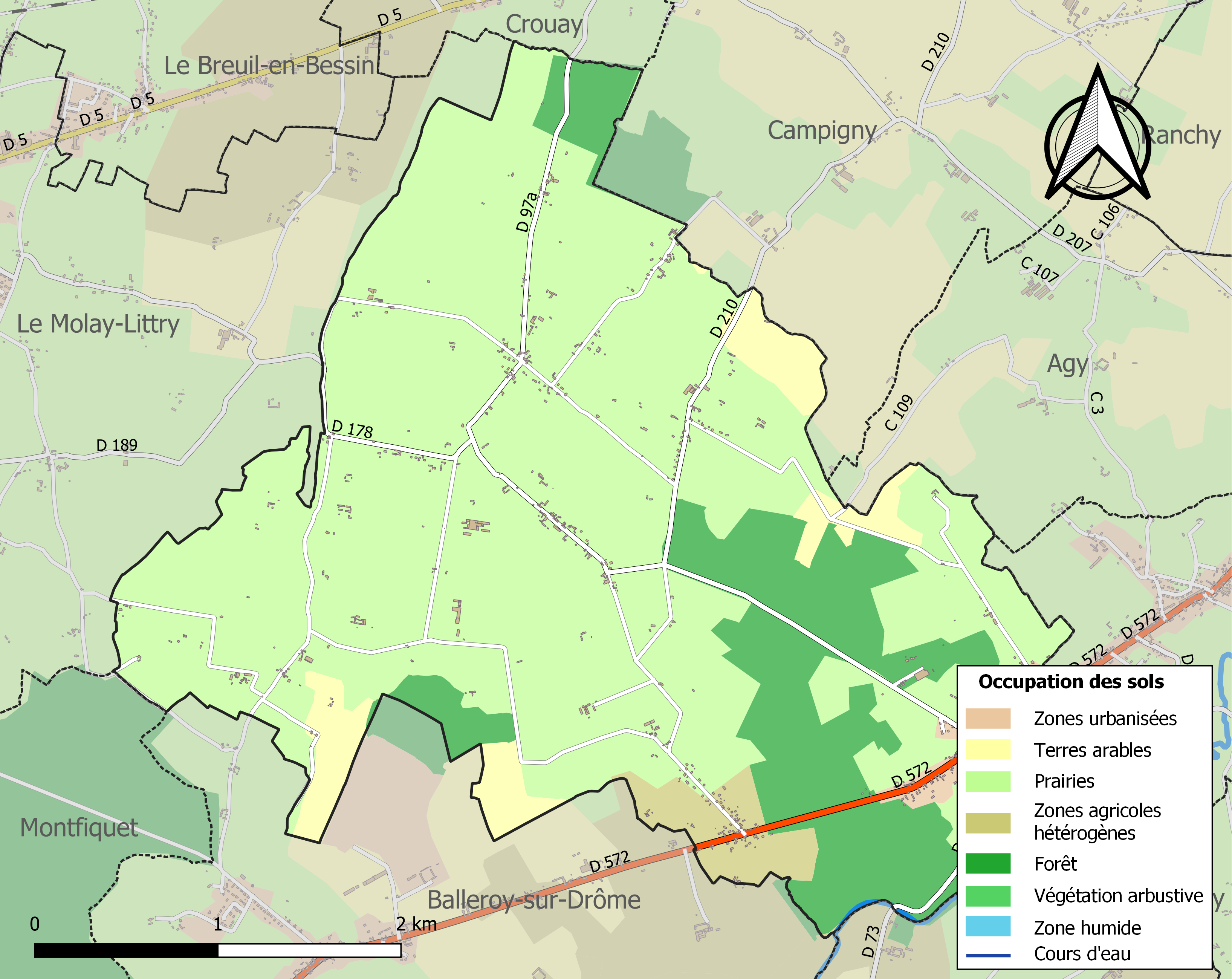
Carte des infrastructures et de l'occupation des sols de la commune en 2018 (CLC).

## Toponymie
Le nom de la localité est attesté sous la forme Troncheium en 1252, équivalent du normand, et masculin de l'oïl tronchaye « lieu où il y a beaucoup de souches laissées dans le sol ».
Le Tronquay signifie « l'endroit où il y a des troncs d'arbre » ou « futaie ». Il s'agit d'une formation romane relativement récente comme l'indique la présence de l'article. On y reconnaît le terme « tronc » qui est issu du latin truncus et le suffixe masculin -ay (autrement graphié -ey ou -et) qui sert à désigner un ensemble d'arbre appartenant à la même espèce et dont la forme féminine -aye a donné le suffixe moderne -aie. Il est issu ultimement du latin -etus.
Homonymie avec Le Tronquay (Eure).
Le gentilé est Tronquinois.

## Histoire
À Pâques 1796, la bande de David la Terreur commet plusieurs massacres dans les environs de Bayeux. Après l'assassinat de l'abbé Hébert au Tronquay, vingt-deux pseudo-Chouans après avoir atterri et dénoncés par Angélique Lehaguais, née Porée-Hergas (1739-1796), fermière à Lamberville furent arrêtés quelque temps plus tard et passés par les armes à Caen, à l'exception d'un, Jean David, qui revint avec deux comparses venger ses frères le 15 juin 1796 en exécutant la fermière.
Les houillères de Littry exploitent plusieurs puits de mine sur la commune entre la fin du XVIIIe siècle et le milieu du XIXe siècle.

## Politique et administration
| Période                                  | Période   | Identité               | Étiquette     | Qualité                                              |
| ---------------------------------------- | --------- | ---------------------- | ------------- | ---------------------------------------------------- |
| ?                                        | mars 2001 | André Marcq            |               |                                                      |
| mars 2001                                | En cours  | Patricia Gady-Duquesne | Divers Droite | Agricultrice, conseillère départementale depuis 2015 |
| Les données manquantes sont à compléter. |           |                        |               |                                                      |

Le conseil municipal est composé de quinze membres dont le maire et trois adjoints.

## Démographie
L'évolution du nombre d'habitants est connue à travers les recensements de la population effectués dans la commune depuis 1793. Pour les communes de moins de 10 000 habitants, une enquête de recensement portant sur toute la population est réalisée tous les cinq ans, les populations de référence des années intermédiaires étant quant à elles estimées par interpolation ou extrapolation. Pour la commune, le premier recensement exhaustif entrant dans le cadre du nouveau dispositif a été réalisé en 2008.
En 2022, la commune comptait 762 habitants, en évolution de −1,42 % par rapport à 2016 (Calvados : +1,58 %, France hors Mayotte : +2,11 %).
Le Tronquay a compté jusqu'à 1 197 habitants en 1831.
| 1793  | 1800  | 1806 | 1821  | 1831  | 1836  | 1841  | 1846  | 1851  |
| ----- | ----- | ---- | ----- | ----- | ----- | ----- | ----- | ----- |
| 1 050 | 1 005 | 966  | 1 124 | 1 197 | 1 162 | 1 144 | 1 160 | 1 182 |

| 1856  | 1861  | 1866  | 1872  | 1876  | 1881  | 1886  | 1891  | 1896 |
| ----- | ----- | ----- | ----- | ----- | ----- | ----- | ----- | ---- |
| 1 128 | 1 140 | 1 128 | 1 094 | 1 100 | 1 080 | 1 062 | 1 023 | 983  |

| 1901 | 1906 | 1911 | 1921 | 1926 | 1931 | 1936 | 1946 | 1954 |
| ---- | ---- | ---- | ---- | ---- | ---- | ---- | ---- | ---- |
| 910  | 902  | 889  | 772  | 751  | 738  | 707  | 752  | 714  |

| 1962 | 1968 | 1975 | 1982 | 1990 | 1999 | 2006 | 2008 | 2013 |
| ---- | ---- | ---- | ---- | ---- | ---- | ---- | ---- | ---- |
| 627  | 593  | 602  | 623  | 651  | 626  | 726  | 754  | 766  |

| 2018 | 2022 | - | - | - | - | - | - | - |
| ---- | ---- | - | - | - | - | - | - | - |
| 778  | 762  | - | - | - | - | - | - | - |

## Économie
La commune se situe dans la zone géographique des appellations d'origine protégée (AOP) Beurre d'Isigny et Crème d'Isigny.

## Lieux et monuments
- Église Saint-Jacques du XIXe siècle.
- Chapelle Notre-Dame du XIXe siècle.

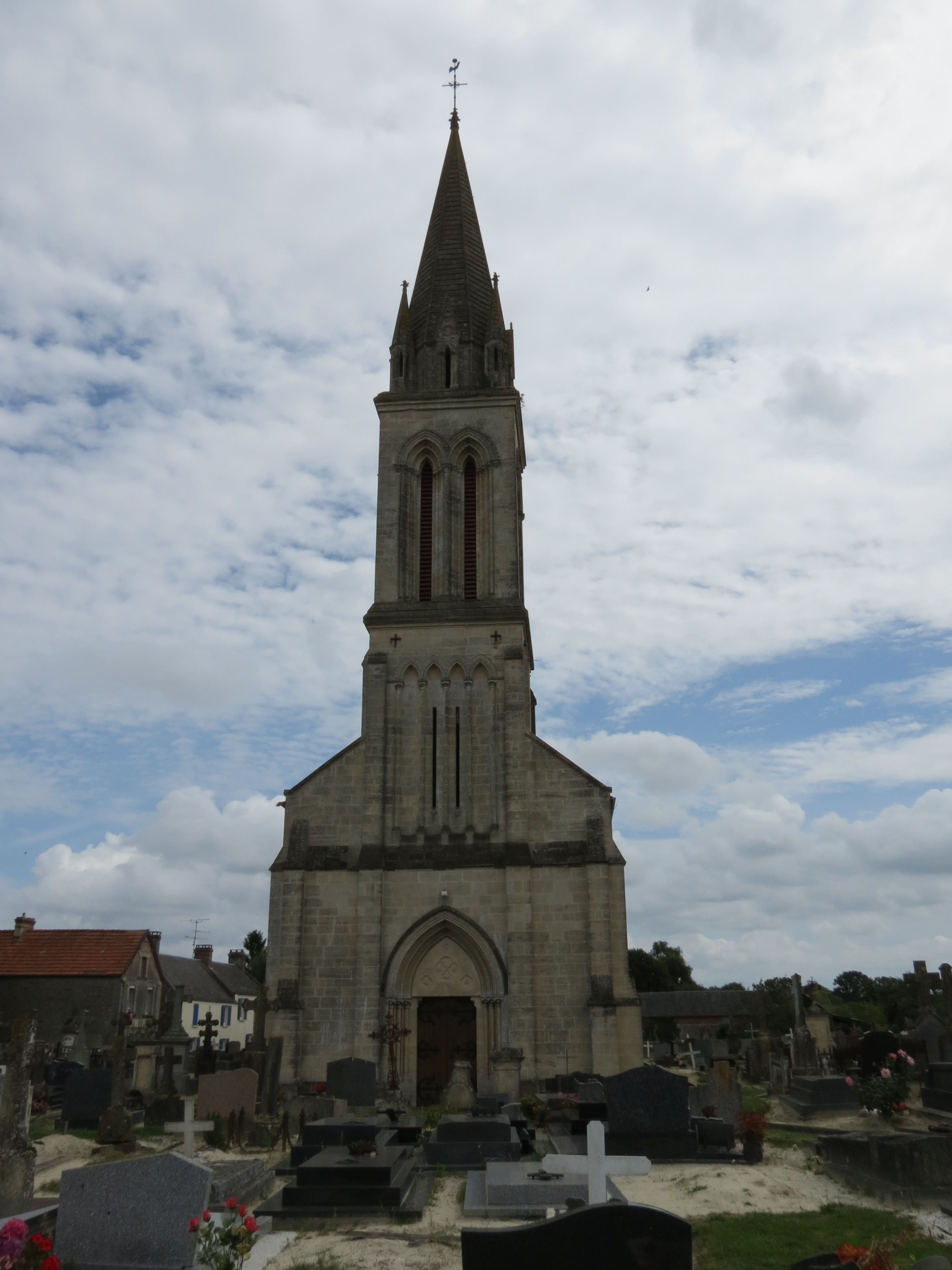
L'église Saint-Jacques.
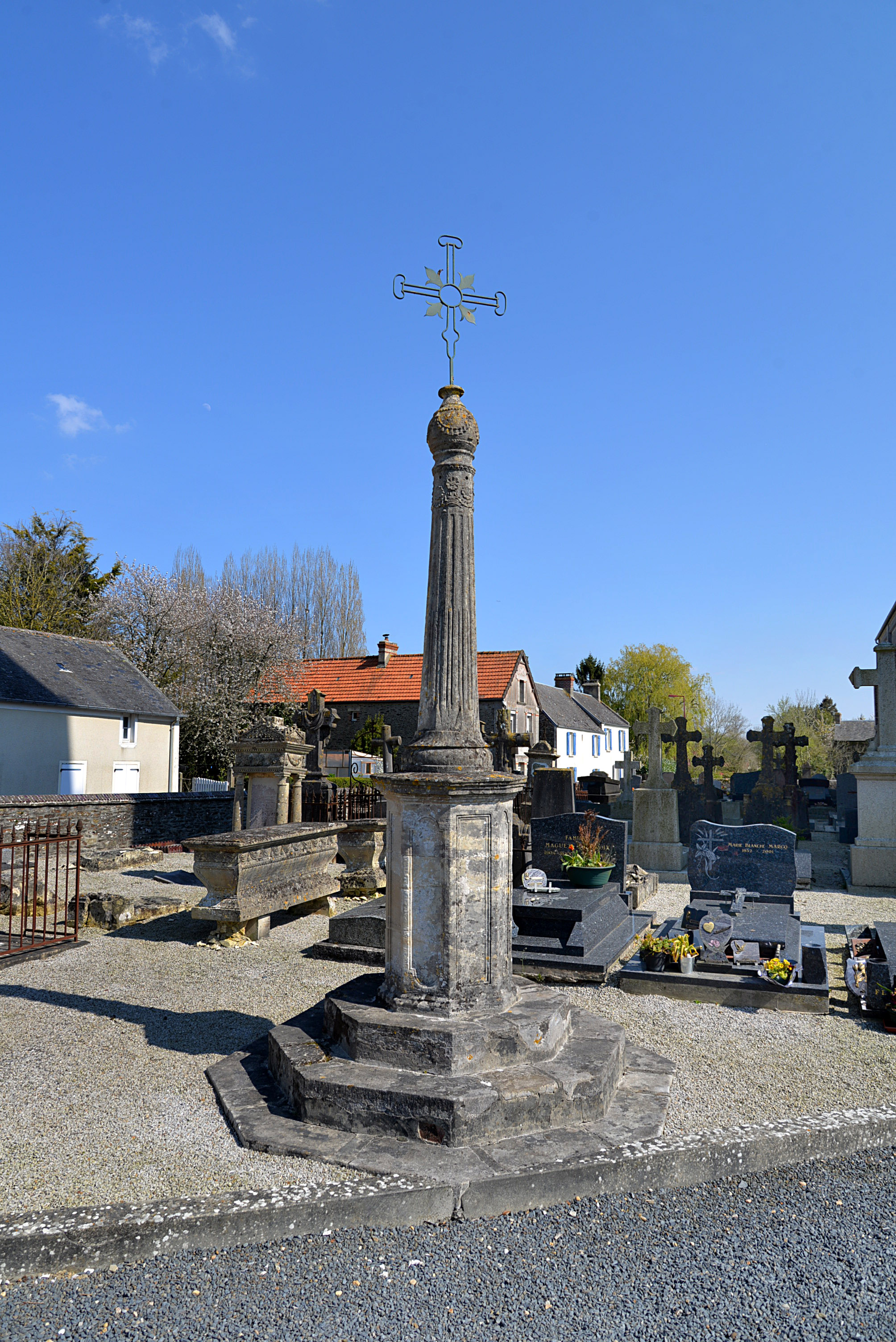
La croix hosannière dans le cimetière.
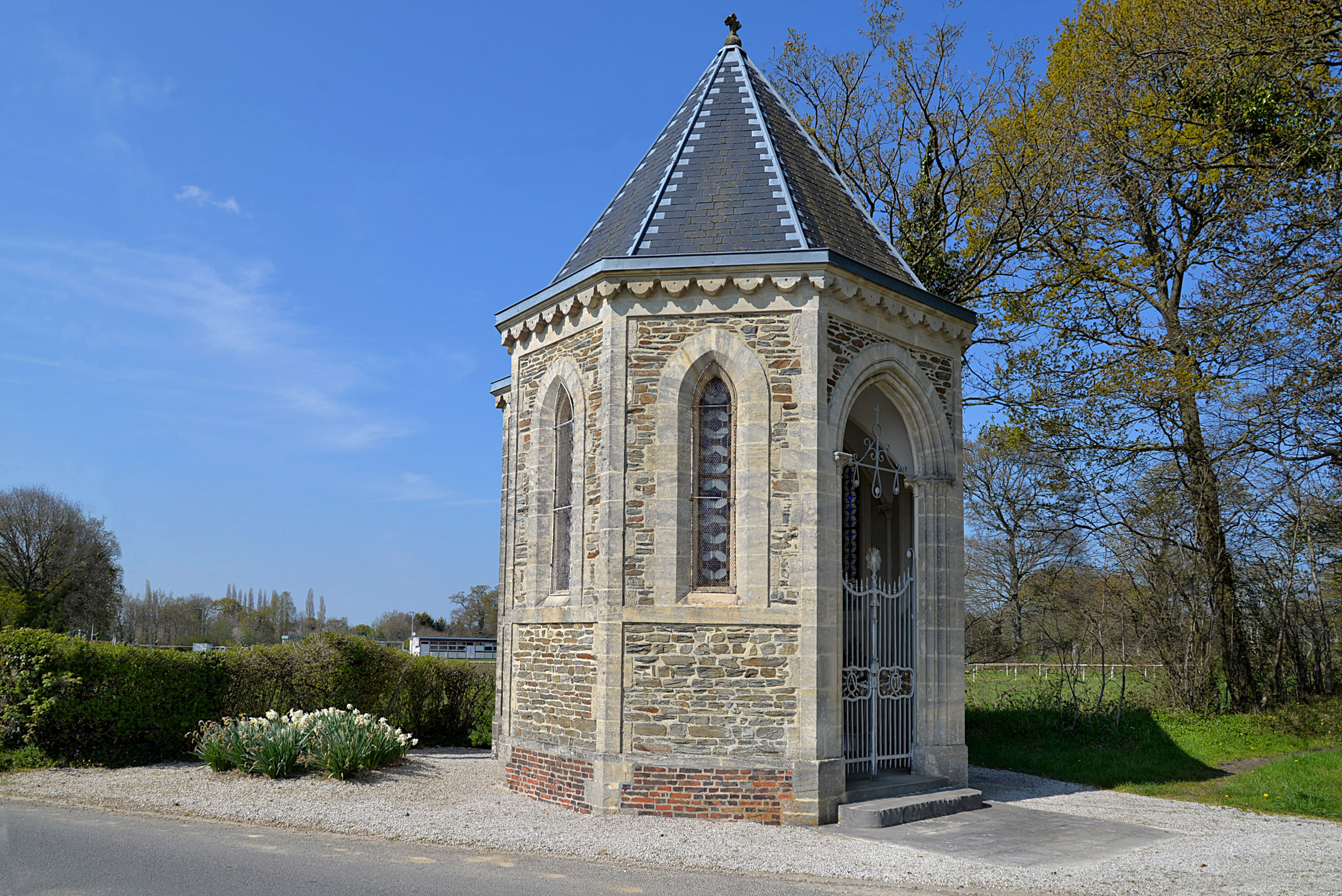
La chapelle Notre-Dame.
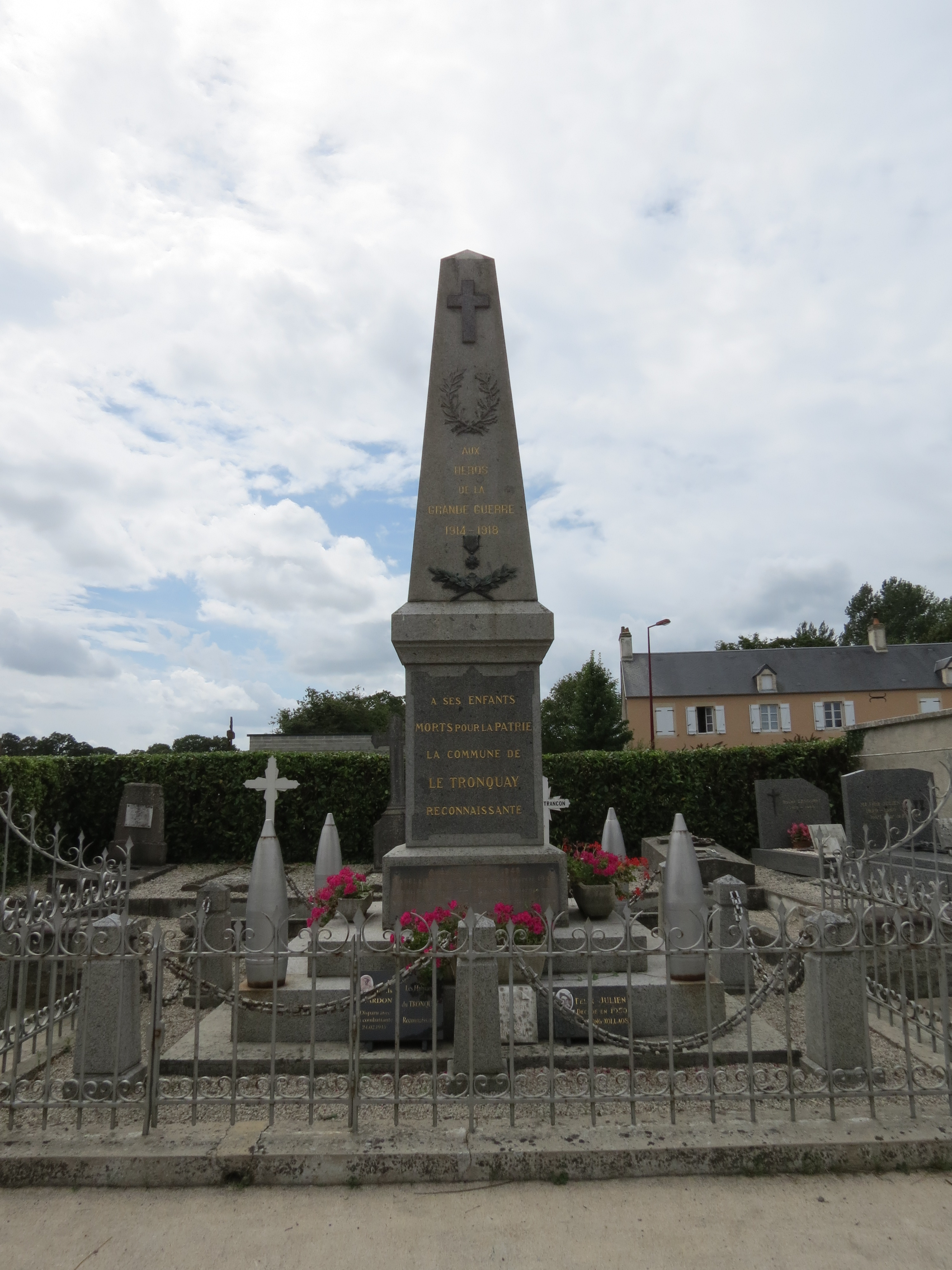
Le monument aux morts.

## Activité et manifestations

### Sports
L'Éveil sportif du Tronquay fait évoluer deux équipes masculines ainsi qu'une équipe féminine à huit de football en divisions de district.

## Héraldique
| Armes du Tronquay | Les armoiries de Le Tronquay se blasonnent ainsi : D'azur à deux haches d'argent passées en sautoir, au chef cousu de gueules chargé d'un léopard d'or. Le léopard d'or des armoiries du Tronquay rappelle les armoiries de la Normandie. |